# Samuel Colt
Samuel Colt (n. 19 iulie 1814 – d. 10 ianuarie 1862) a fost un inventator și industriaș american. El a înființat Colt's Patent Fire-Arms Manufacturing Company, și este cunoscut pentru popularizarea revolverului. Contribuțiile inovatoare ale lui Colt în industria armelor de foc au fost descrise de istoricul James E. Serven ca „evenimente ce au format destinul armelor de foc americane”. În 2006, el a fost introdus în National Inventors Hall of Fame.

## Tinerețea
Samuel Colt s-a născut la Hartford, Connecticut, în familia lui Christopher Colt, un țăran care se mutase cu familia în Hartford și s-a lansat în afaceri; mama sa a fost Sarah Colt, născută Caldwell, care a murit înainte ca Samuel să împlinească șapte ani. Christopher Colt s-a recăsătorit după doi ani cu Olive Sargeant. În familia Colt au crescut opt frați: cinci băieți și trei fete. Două dintre surori au murit în copilărie, iar cealaltă s-a sinucis mai târziu, în schimb frații lui Samuel au jucat un rol important în viața sa profesională.
Colt a fost trimis argat la o fermă din Glastonbury la 11 ani, unde se ocupa cu treburile zilnice și mergea la școală. În Glastonbury, a găsit Compendium of Knowledge, o enciclopedie științifică pe care a preferat să o citească în locul studiului Bibliei. În această enciclopedie a găsit articole despre Robert Fulton și despre praful de pușcă, ambele motivându-l și dându-i idei ce aveau să-l influențeze pe Colt toată viața. După ce a auzit soldați vorbind despre succesul puștii cu două țevi și despre imposibilitatea de a trage cu arma de cinci sau șase ori la rând, Colt s-a hotărât să fie inventor și să creeze pușca imposibilă.
În 1829, Colt a început să lucreze în fabrica de textile a tatălui său, aflată în Ware, Massachusetts, unde a avut acces la unelte, materiale, și la expertiza angajaților. Folosind ideile și cunoștințele tehnice obținute citind enciclopedia, Samuel a construit o pilă galvanică și a folosit-o pentru a detona o încărcătură cu praf de pușcă în apele lacului Ware. În 1832, tatăl l-a trimis pe mare să învețe meseria de marinar. Colt avea apoi să spună că ideea revolverului i-a venit după ce a observat cârma navei în prima sa călătorie pe mare. El a descoperit că „indiferent încotro se învârtea roata, spițele ei se aliniau mereu cu un ambreiaj care o ținea”. În această călătorie, Colt a făcut un model de lemn al revolverului.
Când s-a întors în Statele Unite în 1832, s-a întors să lucreze pentru tatăl lui, care i-a finanțat producția a două prototipuri de pistoale. Acestea au ieșit de proastă calitate, deoarece Christopher Colt credea că ideea este o nebunie și a angajat doar mecanici ieftini și nepricepuți. Una dintre arme a explodat la tragere, iar cealaltă nu trăgea deloc. Ulterior, după ce a aflat de la chimistul fabricii despre protoxidul de azot, Colt a luat pe drum un laborator portabil și și-a câștigat existența făcând demonstrații în Statele Unite și în Canada. În această vreme, s-a pregătit să înceapă construcția de arme cu armurieri pricepuți din Baltimore, Maryland. În 1832, la 18 ani, Colt a cerut un patent pentru revolverul său și a declarat că se va „întoarce în curând cu un model”.

## Fabricarea de arme

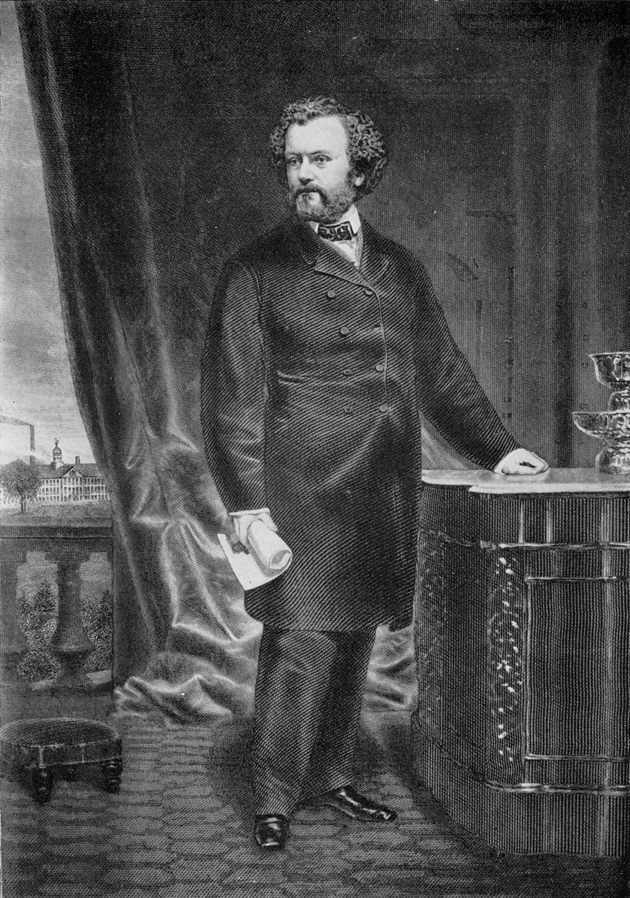
Reproducere a unei gravuri după o pictură în ulei expusă la Wadsworth Atheneum, Hartford, CT.

În 1835, Samuel Colt a călătorit în Anglia, mergând pe urmele lui Elisha Collier, un bostonez care patentase o pușcă cu cremene. În ciuda reticenței oficialilor englezi de a emite patentul, ei nu au găsit niciun defect armei și a primit primul patent (numărul 6909). Apoi s-a dus în Franța să-și promoveze invenția, unde a auzit despre conflictul dintre Statele Unite și Prusia. Colt dorea să-și slujească țara și astfel s-a întors acasă. La întoarcere, însă, a aflat că Anglia aplanase conflictul și că războiul fusese evitat, așa că și-a înființat fabrica de producție a armelor de foc la Paterson, New Jersey. La scurt timp după întoarcerea în SUA, Colt a cerut un patent pentru „pistolul revolver”, primindu-l la 25 februarie 1836 (numerotat ulterior 9430X). Acesta, împreună cu patentul Nr. 1304, datat 29 august 1836, au protejat principiile de bază ale armei denumite Pistol Paterson.
Colt nu a susținut că a inventat revolverul, întrucât designul său era doar o adaptare practică a flintei cu cremene rotitoare a lui Collier, patentată în Anglia și deja populară acolo. El a contribuit, totuși la utilizarea pieselor interșanjabile. Aceasta se arată clar într-o scrisoare trimisă de Samuel Colt tatălui său, în care scria: „primul muncitor primește două sau trei dintre cele mai importante piese…le fixează și apoi le dă mai departe următorului care mai montează o piesă, și apoi și el dă mai departe și tot așa până când se asamblează întreaga armă.”
Acest prim revolver practic, făcut posibil de tehnologia armelor cu percuție, a stat la baza a ceea ce mai târziu avea să devină o moștenire culturală și industrială și o contribuție neprețuită la dezvoltarea tehnologiei războiului. Colt a înființat rapid o corporație în New York și New Jersey în aprilie 1836. Prin relațiile politice ale membrilor, Compania Manufacturieră de Arme Patentate din Paterson, New Jersey, a fost recunoscută de legislativul statului New Jersey la 5 martie 1837. Colt a primit o remunerație pentru fiecare armă vândută în schimbul partajării drepturilor asupra patentului, cu stipularea returnării patentului în cazul desființării companiei.